# Lebanon, Pennsylvania
Lebanon är administrativ huvudort i Lebanon County i delstaten Pennsylvania. Orten hette ursprungligen Steitztown. Enligt 2010 års folkräkning hade Lebanon 25 477 invånare.